# Georges-Barthélemy Médéric Flamand
Pour les articles homonymes, voir Flamand.
Georges-Barthélemy Médéric Flamand, né le 9 février 1861 à Paris et mort le 14 décembre 1919 à Alger, est un géologue et explorateur français.

## Biographie
En mars 1899, chargé d'étudier la géologie, la botanique et l'hydrologie du Tademaït et du Tidikelt, il part de Ouargla en compagnie d'une escorte commandée par le capitaine Peim pour une mission pacifique. Attaqué par les Touareg, la compagnie de Peim les décime et vient hisser le drapeau français sur la casbah d'In Salah à l'origine du massacre de la mission Flatters,.
Flamand laisse un récit de son expédition La traversée de l'erg occidental publié dans les Annales de Géographie (tome 8, no 39, p. 231-241) en 1899. On lui doit aussi dans les mêmes Annales : Une mission d'exploration scientifique au Tidikelt (tome 9, no 45, p. 233-242) en 1900.
Maître de conférences de minéralogie et de pétrographie à l'École supérieure des sciences d'Alger, il est le directeur du Service géographique des territoires du sud de l'Algérie en 1905.